# Mitsubishi Lancer Ralliart
De Mitsubishi Lancer Raillart is een versie van de Lancer van de Japanse automobielconstructeur Mitsubishi die zich onder de Lancer Evolution en boven de "gewone" Lancer positioneert. Ralliart is voor Mitsubishi wat M is voor BMW en AMG voor Mercedes. De Ralliart kwam er omdat er tussen de "gewone" Lancer en de Evolution een gat zit qua vermogen, waar de concurrentie dan klanten afsnoept. In 2009 zal de Ralliart naar België komen.

## Motor
De motor is een detuned versie van de 4B11T-motor uit de Lancer Evolution met een kleinere turbo, die 240 pk produceert. Deze wordt bestuurd door een manuele zesbak of een zesbak met dubbele koppeling. De spurt naar 100 km/h zou in ongeveer 5 seconden gebeuren.